# Museo Sorolla

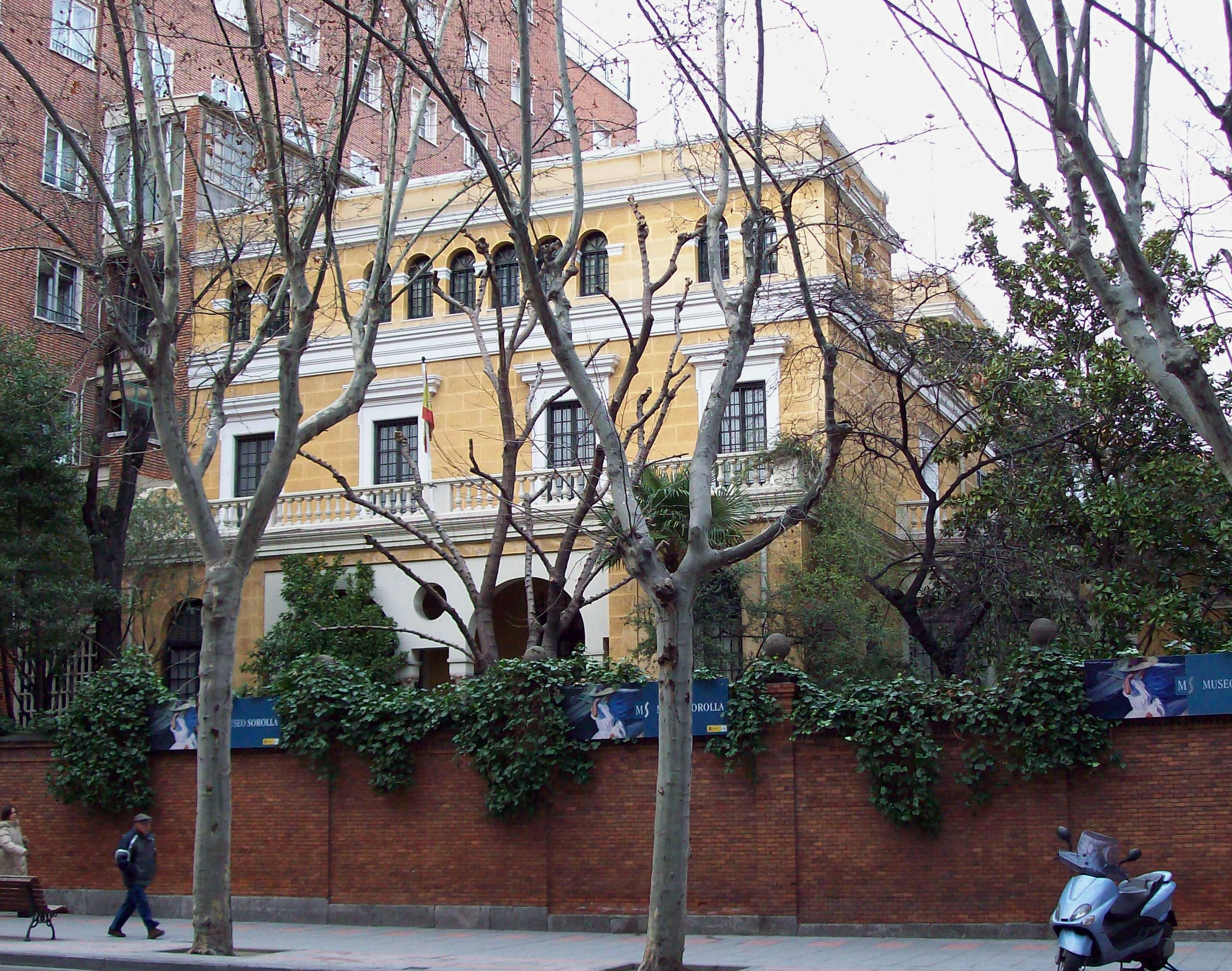
Das Museo Sorolla

Das Museo Sorolla ist ein auf einer letztwilligen Verfügung beruhendes Madrider Museum. Das Museum befindet sich im Barrio de Almagro im Distrikt Chamberí im Stadtzentrum Madrids.

## Geschichte
Die Witwe des Malers Joaquín Sorolla, Clotilde García del Castillo, vermachte 1925 alle ihre Güter dem spanischen Staat, am 28. März 1931 nahm dieser die Zuwendung mit der Verpflichtung, eine Museumsstiftung zu schaffen, an. 1932 wurde das Museum in der ehemaligen Villa des Malers eröffnet. Das Haus hatte der Architekt Enrique María de Repullés y Vargas (1845–1922) in den Jahren 1910 bis 1911 errichtet. Der Sohn des Malers, Joaquín Sorolla García, wurde bis zu seinem Tod 1948 erster Direktor des Museums. Die Sammlung, zunächst vor allem Werke des Vaters Sorolla, wurde durch Zukäufe erweitert und umfasst mit Stand 2018 1294 Werke Sorollas.

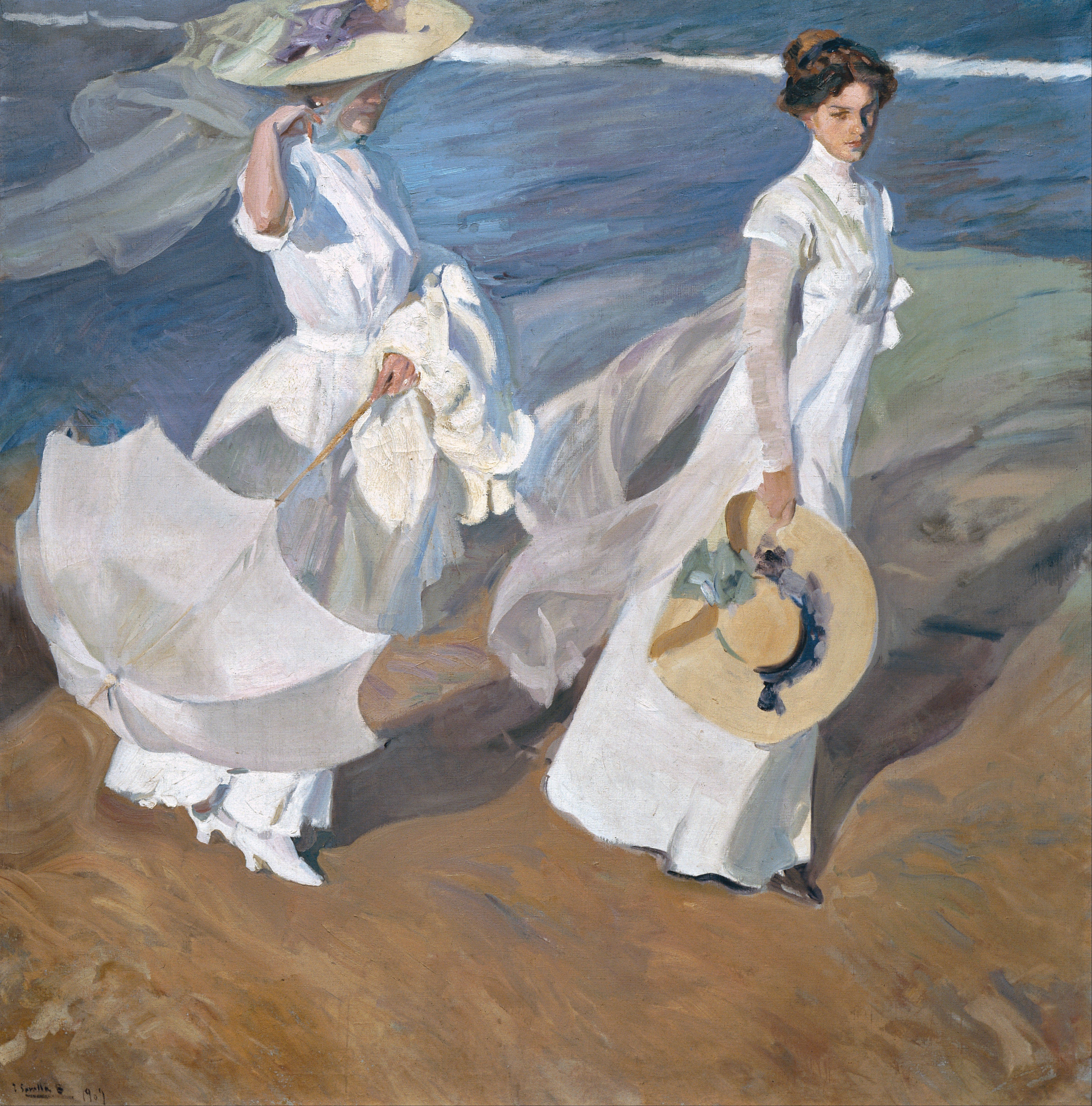
Joaquin Sorolla: Strandspaziergang, Museo Sorolla

Aus dem Besitz des Künstlers stammen Werke von Auguste Rodin, Pedro de Mena, Mariano Benlliure und verschiedene Marienstatuen, daneben auch archäologische Fundobjekte sowie Keramiken. Aus der Bildersammlung des Malers stammen Werke von Jusepe de Ribera, Aureliano de Beruete, Benlliure, Marià Fortuny und John Singer Sargent, insgesamt (mit Stand 2018) 164 Werke verschiedener Künstler.

## Ausstellungen
- 1992: Sorolla-Zorn.[3]
- 1998/99: Sorolla y su visión de España: dibujo.
- 2006/07: Sorolla íntimo.
- 2007: Sorolla y la otra imagen.
- 2007: La casa Sorolla. Dibujos.
- 2009: Sorolla y su idea de España.
- 2009/10: Diálogos: Sorolla & Velázquez.
- 2011/12: Granada en Sorolla.
- 2012: Clotilde de Sorolla.
- 2012/13: Sorolla. Jardines de luz.
- 2013: Sorolla. El color del mar.
- 2013/14: Fiesta y color. La mirada etnográfica de Sorolla.
- 2014: Bailando Sorolla.
- 2015: Trazos en la arena.
- 2016: Sorolla tierra adentro.
- 2015/16: Joaquín Sorolla. Spaniens Meister des Lichts.[4]
- 2016: Sorolla tierra adentro.
- 2016/17: Sorolla en París.
- 2017: Sorolla en su paraíso.
- 2018: Sorolla y la moda.
- 2018/19: Sorolla. un jardín para pintar.

## Besucherzahlen
| Jahr | Besucher |
| ---- | -------- |
| 1998 | 51.408   |
| 1999 | 56.914   |
| 2000 | 57.066   |
| 2001 | 45.820   |
| 2002 | 19.803   |
| 2003 | 104.609  |
| 2004 | 85.401   |
| 2005 | 83.403   |
| 2006 | 88.442   |
| 2007 | 102.956  |
| 2008 | 102.141  |
| 2009 | 116.835  |
| 2010 | 121.937  |
| 2011 | 142.855  |
| 2012 | 173.420  |
| 2013 | 179.549  |
| 2014 | 155.597  |
| 2015 | 188.076  |
| 2016 | 215.423  |
| 2017 | 255.051  |